# Culicoides macintoshi
Culicoides macintoshi är en tvåvingeart som beskrevs av Cornet och Nevill 1980. Culicoides macintoshi ingår i släktet Culicoides och familjen svidknott. Inga underarter finns listade i Catalogue of Life.